# Poniński Hrabia

Herb Poniński Hrabia

Poniński Hrabia – polski herb hrabiowski, odmiana herbu Łodzia, nadany w Prusach.

## Opis herbu
Opis zgodnie z klasycznymi regułami blazonowania:
W polu czerwonym łódź złota. Nad tarczą korona hrabiowska, nad którą hełm z klejnotem: Łódź jak w godle na ogonie pawim. Labry czerwone podbite złotem.

## Najwcześniejsze wzmianki
Starsza gałąź rodziny Ponińskich z Ponina otrzymała tytuł hrabiowski wraz ze śląskim indygenatem 4 sierpnia 1782 w osobie Ignacego, syna Stanisława. Tytuł potwierdzono w Austrii 8 marca 1840 i 8 marca 1862 oraz we Włoszech 24 lutego 1880. Młodsza gałąź tej samej rodziny otrzymała tytuł książęcy w Austrii (Poniński Książę). Inna gałąź tej rodziny otrzymała tytuł hrabiowski z prawem pierworództwa i z warunkiem posiadania dóbr Września 10 września 1840.
W herbarzu Siebmachera z 1857 roku herb przedstawiono bez obramowanej tarczy oraz korony hrabiowskiej. Nad tarczą znalazł się hełm nakryty zwykłą koroną, spod której spływał płaszcz, nie labry.
Maximilian Gritzner na swojej liście nadań tytułów arystokratycznych w Prusach, opublikowanej w 1874 roku, notuje hrabiów Ponińskich pod datą 10 września 1840, opisując ich herb jako Łodzia z koroną hrabiowską.
Herb notuje też kolejny herbarz Siebmachera, z 1905 roku.
Ilustracja z tego ostatniego stała się podstawą ilustracji i opisu w pracy Juliusza Ostrowskiego z 1906 roku.

## Herbowni
Jedna rodzina herbownych (herb własny):
- graf von Poniński.